# Agnes Catherine Maitland
Agnes Catherine Maitland (1850–1906) fue la segunda directora del Somerville College, Oxford, Inglaterra. Durante su mandato consiguió que se le concediera el estatus de colegio de pleno derecho dentro de la Universidad de Oxford y creó su propia biblioteca. También escribió libros sobre cocina.

## Biografía
Maitland nació el 12 de abril de 1850 en 12 Gloucester Terrace, Hyde Park, la segunda hija de Matilda Leathes Mortlock y de David John Maitland de Chipperkyle, Galloway. Su padre se instaló como comerciante en Liverpool cuando ella tenía cinco años y fue educada en su casa, en un ambiente presbiteriano. En 1875 publicó "Elsie" bajo el nombre de "ACM".
Entre 1880 y 1885, Maitland estudió cocina en la escuela de formación en ciencias domésticas de Liverpool, y de 1885 a 1889 actuó como examinadora de cocina en escuelas primarias y de profesores formados por la Unión del Norte de Escuelas de Cocina. Pronto fue reconocida como una autoridad en economía doméstica. Escribió varios libros de cocina, de los cuales los más importantes son The Rudiments of Cookery: un manual para uso en escuelas y hogares (1883), el Libro del té de la tarde (1887) y ¿Qué desayunaremos? (1889). También publicó entre 1875 y 1889 algunas novelas y cuentos didácticos destinados a las niñas.
Maitland estaba profundamente interesada en la educación superior de las mujeres y dejó Liverpool en 1889 para suceder a Madeleine Shaw Lefevre como directora de Somerville Hall, Oxford. Su experiencia en el trabajo público y su talento para la administración y la organización resultaron allí de gran valor. Somerville fue fundada en 1879 e incorporada como universidad en 1881, aunque conservó el estilo "Hall" hasta 1894. Maitland empleó a una exalumna, Alice Bruce, como secretaria, mientras ella asumiría varios trabajos en Somerville. Durante el mandato de Maitland como directora, el número de estudiantes aumentó de 35 a 86 y, en consecuencias, los edificios se ampliaron. Ella desarrolló el sistema tutorial, con el objetivo de hacer de Somerville una universidad genuina y no una mera residencia, e instó a las estudiantes a tomar el curso completo de grado, para demostrar su derecho a los títulos, que todavía estaban restringidos a los hombres.
Maitland era una especie de autócrata, pero manejaba bien a su personal y a sus estudiantes y mostraba fe en los principios democráticos. Por iniciativa suya, una parte del consejo fue elegida por antiguos estudiantes debidamente calificados. Era una liberal acérrima en política y una mujer de espíritu amplio (a pesar de su formación presbiteriana) y preservó la atmósfera no denominacional en la universidad.
A Maitland, la universidad le debe la construcción de su biblioteca de 15.000 volúmenes, que fue inaugurada en 1894 por John Morley. Por sugerencia de Morley, Helen Taylor le regaló a Somerville la biblioteca de John Stuart Mill, sin condiciones.
Maitland murió después de dos años de enfermedad el 19 de agosto de 1906, en el número 12 de Norham Road, Oxford, y fue enterrada en el cementerio Holywell, Oxford.

## Obras
- Elsie (1875)[2]
- Madge Hilton; or, Left to Themselves (1884) W. Swan Sonnenschein and Co., London
- Rhoda (1885) Remington & Co., London
- The Afternoon Tea Book : How to Make Tea, Coffee, Chocolate, Cakes, Scones, Rolls, Sandwiches, Cooling Drinks, and Ices (1887) John Hogg, London OCLC 527425870
- The Cookery Primer. For School and Home Use (1888) OCLC 316581381
- Nellie O'Neil, or, Our Summer Time (1889) Thomas Nelson and Sons OCLC 70658196
- A Woman's Victory (1892) William Stevens, London OCLC 266970690
- The Due Recognition of Women by the University of Oxford (1896) Somerville College, Oxford OCLC 55806447
- With Margaret Aylmer (1899) Mothers' Meetings and Their Advantages : In Three Letters, William Macintosh, London OCLC 80732885
- What Shall We Have for Breakfast?, or, Everybody's Breakfast Book (1901) John Hogg, London